# David Dimitri

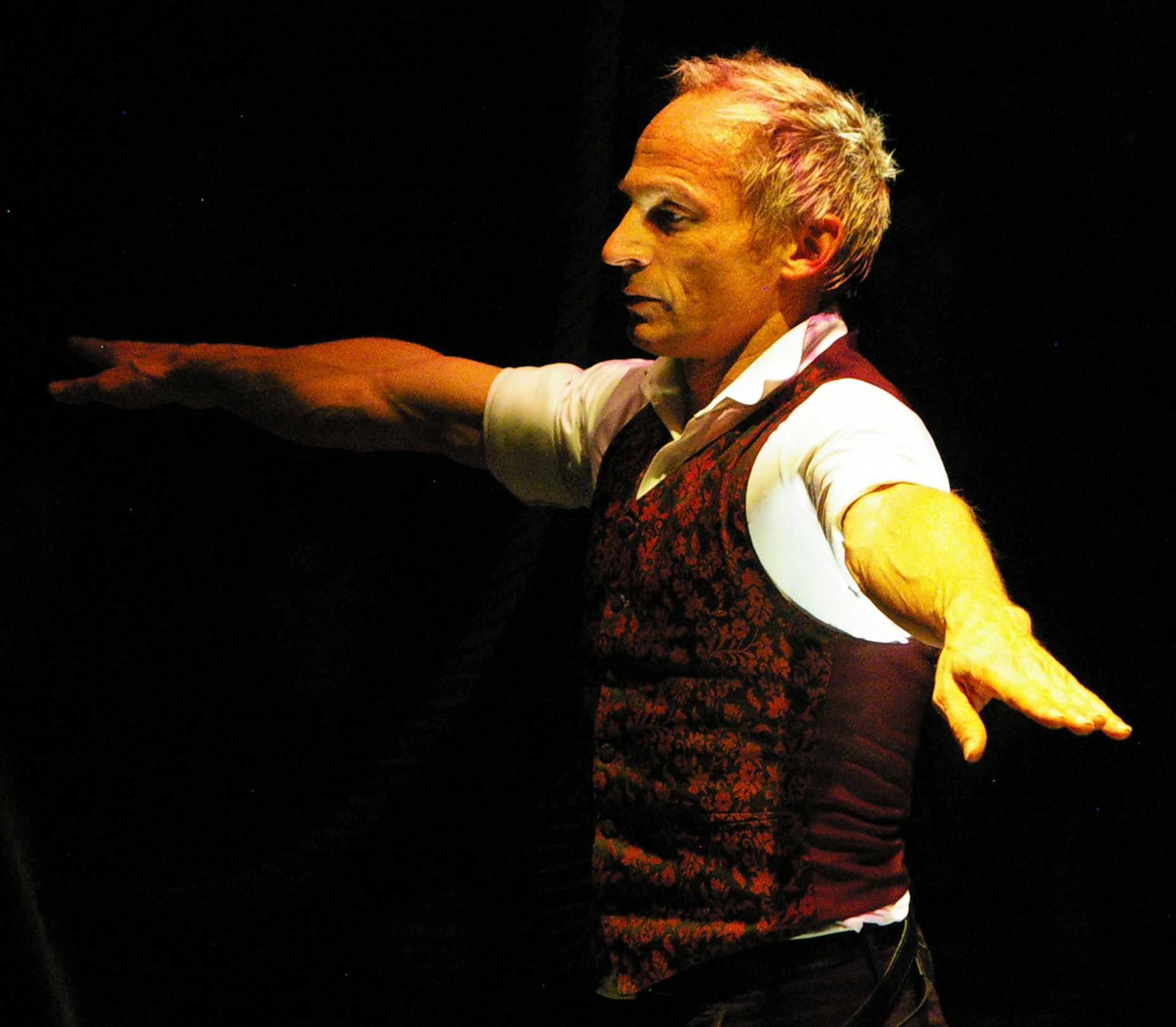
David Dimitri (Salzburger Winterfest 2013)

David Dimitri (* 7. März 1963 als David Müller in Zürich) ist ein Schweizer Seiltänzer.

## Leben
David Dimitri stammt aus einer Artistenfamilie, sein Vater war der Clown Dimitri (1935–2016). Seine Ausbildung erhielt er an der Zirkusschule Budapest und der Juilliard School in New York. 1970 trat Dimitri erstmals im Circus Knie auf.
Von 1981 bis 1999 arbeitete er im Big Apple Circus in New York. 1983 wirkte er mit im Hollywoodfilm Annie (Regie: John Huston). 1987 trat er an der Metropolitan Opera New York mit seiner Seiltanz-Performance in der Oper Manon, unter der Leitung von Jean-Pierre Ponnelle, auf. Von 1988 bis 1989 folgten weitere Auftritte im Circus Knie. 1989 war er auch künstlerischer Leiter des Circus Museum Baraboo in Wisconsin.
Im Jahr 1992 übernahm der Artist eine Hauptrolle beim Cirque du Soleil und konzipierte die Show Mystère mit. Zwischen 1993 und 1999 war er als zirzensischer Berater beim Bayerischen Rundfunk tätig.
1998 promotete er den Disneyfilm Der Glöckner von Notre Dame. 2005 überquerte er auf dem Hochseil das Frankfurter Fussballstadion im Rahmen des Confederations Cup. Im Jahr 2006 kreierte David Dimitri zusammen mit seinen Schwestern Masha und Nina und seinem Vater Clown Dimitri die Vorstellung La Famiglia Dimitri. Im 2009 wurde La Famiglia Dimitri sechs Wochen lang im New Victory Theater am Broadway gespielt. 2006 folgte beim Festival von Avignon die Premiere von David Dimitris erstem Solo-Programm L’homme cirque. L’homme cirque findet in einem eigenen, für diese Vorstellung konzipierten Zirkuszelt statt und wurde in mehr als 130 Städten weltweit gespielt. Im Herbst 2019 wurde David Dimitri als künstlerischer Leiter an das Winterfest Salzburg berufen.
David Dimitri ist mit der Journalistin und Fernsehmoderatorin Christine Maier verheiratet, getrennt lebend und hat eine Tochter und einen Sohn. Dimitri hat im Jahr 2016 das Präsidium der Fondazione Dimitri übernommen.